# Capital fix
Capitalul fix este acea parte a capitalului real, tehnic format din bunuri de lungă durată (clădiri, mașini) care participă la mai multe cicluri de producție consumându-se treptat și înlocuindu-se după mai mulți ani de utilizare.
Consumarea treptata a capitalului fix isi găsește expresia in uzura, aceasta fiind de 2 tipuri : fizica si morala. 